# Aziz Sergiejewicz Szawerszian
Aziz Siergiejewicz Szawerszian (ros. Ази́з Серге́евич Шавершя́н; ur. 24 marca 1989, zm. 5 sierpnia 2011), lepiej znany jako Zyzz – urodzony w Rosji australijski kulturysta, trener personalny i model. Zdobył popularność po publikacji filmów na YouTube (od 2007). Podczas wakacji w Tajlandii doznał ataku serca i zmarł w wieku 22 lat.

## Biografia
Szawerszian, Kurd urodzony w Moskwie, był najmłodszym synem Maiane Iboian, kardiologa, i Siergieja Szawersziana. Miał jednego starszego brata, Saida Szawersziana, znanego również pod pseudonimem „Chestbrah”. W 1993 Szawerszian i jego rodzina przenieśli się do Australii. Wychował się w Eastwood w Nowej Południowej Walii. Uczęszczał do gimnazjum Marist College Eastwood. Ukończył University of Western Sydney na wydziale biznesu i handlu. Był ateistą, chociaż nosił różaniec, a jego grób był ozdobiony krzyżem.

## Kulturystyka
Zanim został kulturystą, był opisywany jako chudy dzieciak i ektomorfik. Po ukończeniu szkoły średniej, zainspirowany przez brata kulturystę, zaczął chodzić na siłownię i edukować się na temat odżywiania i treningu. Spędzał 3–4 godziny dziennie, trenując na siłowni. Jego ulubionymi kulturystami byli Arnold Schwarzenegger i Frank Zane.

W wywiadzie dla serwisu kulturystycznego Simplyshredded.com Shavershian przypomniał, że początkowo chciał zostać kulturystą, aby zaimponować dziewczynom. Po prawie 4 latach treningów stwierdził, że:
I can safely say that my motivation to train goes far beyond that of merely impressing people, it is derived from the feeling of having set goals and achieving them and outdoing myself in the gym. I absolutely love it, the feeling of pushing out that last rep, and getting skin tearing pumps is something I don't see myself without.
W czerwcu 2011 założył własną wytwórnię białek, Protein of the Gods. Miał też linię ubrań. W 2011 wydał książkę – kompilację wiedzy o kulturystyce opartą na jego czteroletnim doświadczeniu na siłowni. Twierdził, że Internet, szczególnie wykorzystanie mediów społecznościowych, pomogło mu zbudować markę. 
14 lipca 2011 brat Szawersziana, Said, został aresztowany za posiadanie sterydów anabolicznych, do czego przyznał się po śmierci Aziza. Zapytany przez „The Daily Telegraph” Szawerszian zaprzeczył, że kiedykolwiek używał sterydów. Twierdził, że jego sylwetka była wynikiem ciężkiej pracy na siłowni i ścisłej diety. Według „The Sydney Morning Herald” firma, która zatrudniała Szawersziana jako striptizera, utrzymywała, że był cudownym facetem mimo używania sterydów. Szawerszian często używał zwrotów takich jak jazda na rowerze, co według „The Daily Telegraph” jest slangiem kulturystów oznaczającym używanie cyklu sterydów.

## Śmierć
W dniu 5 sierpnia 2011 Szawerszian doznał ataku serca w saunie podczas wakacji spędzanych w Pattaya. Został przewieziony do szpitala, gdzie lekarze nie byli w stanie go ocucić. Jego rodzina i przyjaciele opublikowali wiadomość o jego śmierci na Facebooku. Zgon został potwierdzony 9 sierpnia 2011 przez Ministerstwo Spraw Zagranicznych i Handlu. Sekcja zwłok wykazała wcześniej niezdiagnozowaną wrodzoną wadę serca i kardiomegalię, która spowodowała zatrzymanie akcji serca. Rodzina zmarłego stwierdziła, że przed sierpniem 2011 miał wysokie ciśnienie krwi i sporadyczne duszności. W rodzinie występowały problemy kardiologiczne.

## Dziedzictwo
Według „Sydney Morning Herald” w 2011 w Australii śmierć Szawersziana była szóstym najczęściej wyszukiwanym tematem związanym ze śmiercią. Przed śmiercią Szawerszian umieścił wideo na portalu społecznościowym, które później znalazło się na 18. miejscu w rankingu „Top News Videos of the Year” magazynu Nine News za 2011. Od maja 2011 do maja 2012 statystyki Google wykazały, że jego nazwisko było wyszukiwane tyle razy, co nazwisko ówczesnej premier Australii Julii Gillard.
Na festiwalu New Year's Day Field Day 2012 w Sydney ludzie przebrali się za Szawersziana.
Said Szawerszian stworzył 19-minutowy film w hołdzie bratu, zatytułowany Zyzz – The Legacy i opublikował go na YouTube 22 marca 2012. Wideo było trendem na YouTube od końca marca do początku kwietnia 2012. W lutym 2022 wideo miało ponad 15 milionów wyświetleń. Fani Szawersziana wciąż często publikują dotyczące go filmy, z których wiele ma ponad milion wyświetleń.
W kwietniu 2012 „The Daily Telegraph” podał, że fanpage Szawersziana na Facebooku miał ponad 399 671 fanów, zanim kilka miesięcy później go zdezaktywowano.
W raporcie na temat kontroli zorganizowanej przestępczości nad podziemnym handlem sterydami reporter Mark Willacy nazwał Szawersziana pin-up boyem kulturystów.